# Toledo (Washington)
Toledo é uma cidade localizada no estado norte-americano de Washington, no Condado de Lewis.

## Demografia
Segundo o censo norte-americano de 2000, a sua população era de 653 habitantes.
Em 2006, foi estimada uma população de 682, um aumento de 29 (4.4%).

## Geografia
De acordo com o United States Census Bureau tem uma área de
0,9 km², dos quais 0,9 km² cobertos por terra e 0,0 km² cobertos por água. Toledo localiza-se a aproximadamente 96 m acima do nível do mar.

## Localidades na vizinhança
O diagrama seguinte representa as localidades num raio de 28 km ao redor de Toledo.